# Приписки
Приписки — особый вид должностного подлога, заключающийся, согласно советскому уголовному праву, в умышленном искажении должностным лицом отчётных данных о выполнении государственного плана (например, в увеличении процента выполнения плана против фактических данных).
Ответственность за приписки была установлена 24 мая 1961 года Указом президиума Верховного Совета Союза ССР — в документе особо подчеркивалась опасность приписок, наносивших вред народному хозяйству Союза ССР. Подобные деяния наказывались лишением свободы на срок до трех лет.